# Дрязгов, Михаил Павлович
Михаил Павлович Дрязгов (24 января 1908, Обутковское, Тобольская губерния — 2001) — советский учёный, кандидат технических наук. Соавтор классической схемы ракеты и ракетной парашютной системы.

## Биография
Михаил Павлович Дрязгов родился 24 января 1908 года в селе Обутковском Макушинской волости Курганского уезда Тобольской губернии, ныне село входит в Макушинский муниципальный округ Курганской области.
В 1921 году, после подавления Западно-Сибирского восстания, переехал к сестре Анне Дрязговой в Челябинск, затем, в 1924 году она забрала его в Москву, где она училась в Академии коммунистического воспитания.
В 1928 году окончил профтехшколу сельскохозяйственного машиностроения в Москве, был направлен работать механиком-трактористом в совхоз Пахта-Арал Узбекской ССР
С 1930 по 1935 годы учился на механико-математическом факультете Московского государственного университета, одновременно работал в лаборатории Реактивного научно-исследовательского института под руководством Сергея Павловича Королёва, был ведущим инженером по вопросам динамики и расчёта траекторий полёта крылатых пороховых ракет.
После окончания МГУ был оставлен в аспирантуре, однако в 1937 году был отчислен из-за ареста сестры в Ленинграде «за связь с врагами народа». Ему предлагали отказаться от родной сестры, но он, отсидев несколько месяцев в тюрьме, выстоял.
С 1941 года работал на Московском заводе «Универсал».
Во время Великой Отечественной войны проводил математические расчёты ракетной установки БМ-13 «Катюша». Находясь в эвакуации в поселке Билимбай Свердловской области, будучи начальником бригады ОКБ завода, изобрёл «жидкостное автоматическое оружие», пробивавшее 12 мм броню, но оружие было неудобно в эксплуатации и опасно, вследствие чего схема была забракована.
В середине 1950-х годов работал над проектами межконтинентальных ракет.
В 1965 году человек впервые вышел в космическое пространство вследствие работы конструкторов космической и парашютно-десантной техники по программе «Восход». Благодаря «ракетному парашюту» Дрязгова была произведена мягкая посадка космических аппаратов на поверхности Венеры и Марса, с его помощью космические корабли «Союз-ТМ» возвращаются на Землю.
В 1980-х — 1990-х годах занялся решением мировой экологической проблемы. Разработал экологически чистый двигатель, работающий на тепловой энергии солнца, накопившейся в воде и земле, в основе которого лежит закон гравитации и разность температур разных сред. В книге «Город-дом» предложил схему постройки домов-городов диаметром 31 км и высотой до 1,5 км в виде усечённой пирамиды с террасами, рассчитанных на 50 миллионов человек. Это позволило бы решить проблему низкоэтажных современных городов, требующих огромных площадей земель.
Михаил Павлович Дрязгов умер в 2001 году или в 2002 году.

## Награды и премии
- Сталинская премия за выдающиеся изобретения и коренные усовершенствования методов производственной работы второй степени, 1952 год.
- Медаль «В ознаменование 100-летия со дня рождения Владимира Ильича Ленина»
- Медаль «Ветеран труда»
- медали[6]
- Золотая медаль, на международной выставке в Брюсселе, 1999 год, за разработку экологически чистого двигателя, работающего на тепловой энергии солнца, в основе которого лежит закон гравитации и разность температур сред вода-воздух.

## Научные труды
Автор около 90 изобретений и теоретических работ, в основном по проблемам динамики полёта, нескольких литературных и публицистических произведений.
- Ракетная техника: Сборник статей. / Под общ. ред. И.Т. Клеймёнова, Г.Э. Лангемака, М.К. Тихонравова. — Вып. 1. — М.—Л.: Онти Глав. ред. авиац. лит-ры, 1 тип. Изд-ва Ленингр. облисполкома и Совета в Лгр., 1936. — 145 с.[7]
- Ракетная техника: Сборник статей. / Под общ. ред. И.Т. Клеймёнова, Г.Э. Лангемака, М.К. Тихонравова. — Вып. 5. — М.—Л.: Онти Глав. ред. авиац. лит-ры, 1 тип. „Кр. печатник“, 1937. — 162 с.[8]

В журнале «Наука и жизнь» опубликовал статью с чертежами о сибирской бане.